# ディジー (曲)
「ディジー」(Dizzy)は、英国のシンガーソングライターのオリー・アレクサンダーの楽曲。この曲はポリドール・レコードから2024年3月1日に発売され、ユーロビジョン・ソング・コンテスト2024の出場曲としても選ばれている。この曲はアレクサンダーにとってイヤーズ・アンド・イヤーズの解散後、自身の名前を冠して発売する初めてのシングルでもあり、シンセ・ポップへのオマージュを捧げた。2025年に発売されたオリー・アレクサンダー名義としての初のアルバム『ポラーリ』にも収録された。

## 背景とリリース
2023年のストリクトリー・カム・ダンシングへのアレクサンダーの参加が発表されてから、賭け屋の間ではユーロヴィジョンコンテストの優勝候補としてアレクサンダーの名が挙がるようになった。アレクサンダーが最初に「ディジー」の存在を匂わせたのはアレクサンダーのソーシャル・メディアに投稿されたビデオだった、このビデオにはキャロル・カークウッドがカメオ出演している。2024年2月7日には曲のタイトルと発売日が3月1日であることを公にした。楽曲とミュージック・ビデオは同日にBBC Oneで放映された特別番組『グラハム・ミーツ・オリー』の中で紹介された。
BBCとのインタビューの中でアレクサンダーはこの曲を2023年夏に書き上げたことを明かし、歌詞の内容について「君の世界をひっくり返したり裏返したりするような誰かへの強烈なまでに素晴らしい気持ち」を歌ったものだと語った。

## 楽曲
アレクサンダーはこの曲はエレクトロニックであり、踊れる楽曲になっていると評している。音楽的に80年代の音楽に影響を受けており、特にイレイジャー、アダムスキー、ペット・ショップ・ボーイズからの影響が窺い知れる。

## ミュージック・ビデオ
ジョージアのトビリシで撮影され、監督はコリン・ソーラル・カルドが務めた。「ディジー」のビデオはアレクサンダーのVEVOチャンネルとユーロヴィジョン・ソング・コンテストの公式チャンネルにて楽曲のリリースから8時間後となる3月1日の朝8時（グリニッジ標準時）に同時公開された。その夜にBBC Oneで放映された『グラハム・ミーツ・オリー』においてフルサイズでテレビ初公開された。
ビデオの中でアレクサンダーは3つのセットの中でパフォーマンスしており、それらのセットはそれぞれ解体された家、庭、屋根としてデザインされている。『メトロ (新聞)』への寄稿の中でブルック・アイビー・ジョンソンは曲のテーマでもある全てを費やすような愛を反映している』とビデオについて評している。Sky Newsのレイチェル・マクグラスはビデオについて「クラクラする」と評しており、ガーディアンのローラ・スナップスは「ぞっとするほどはちゃめちゃ」とビデオのコンセプトを説明している。

## チャート記録
| チャート (2024年)                       | 最高 位 |
| --------------------------------------- | ------- |
| 韓国 BGM (サークル・デジタル・チャート) | 98      |
| UK シングルス (OCC)                     | 42      |

## 発売履歴
| 国       | 日           | 形態                    | 会社                               | 出典   |
| -------- | ------------ | ----------------------- | ---------------------------------- | ------ |
| 全世界   | 2024年3月1日 | 音楽配信 ストリーミング | ポリドール・レコード               | [ 23 ] |
| イタリア | 2024年3月1日 | エアプレイ              | ユニバーサル ミュージック グループ | [ 24 ] |